# Martinus van Bouricius
Martinus van Bouricius (Terband, 28 oktober 1708 (gedoopt) - Heerenveen, 1 juli 1755) was een Nederlands bestuurder.

## Biografie
Van Bouricius was een zoon van Jacobus van Bouricius (1680-1714), grietman van Aengwirden, en van Wisckje van Scheltinga (1686-1748). Wiskjen was een dochter van Martinus van Scheltinga, eveneens grietman van Aengwirden. In 1721 werd Martinus op twaalf- of dertienjarige leeftijd benoemd tot grietman van Aengwirden. Zijn grootvader, Martinus van Scheltinga, bleef hem ondersteunen als substituut-grietman tot zijn dood in 1726. Gedurende zijn grietmanschap werd in 1742 onder meer de kerk van Tjalleberd vernieuwd.
In 1734 werd Van Bouricius benoemd tot lid van Gedeputeerde Staten van Friesland. Hij kwam bekend te staan als een kundig bestuurder. In 1748 zat hij in de commissie die het diploma van Erfstadhouderschap overbracht naar Willem IV. Ook werd hij benoemd tot Meesterknaap van de Houtvesterij in de provincie Friesland.

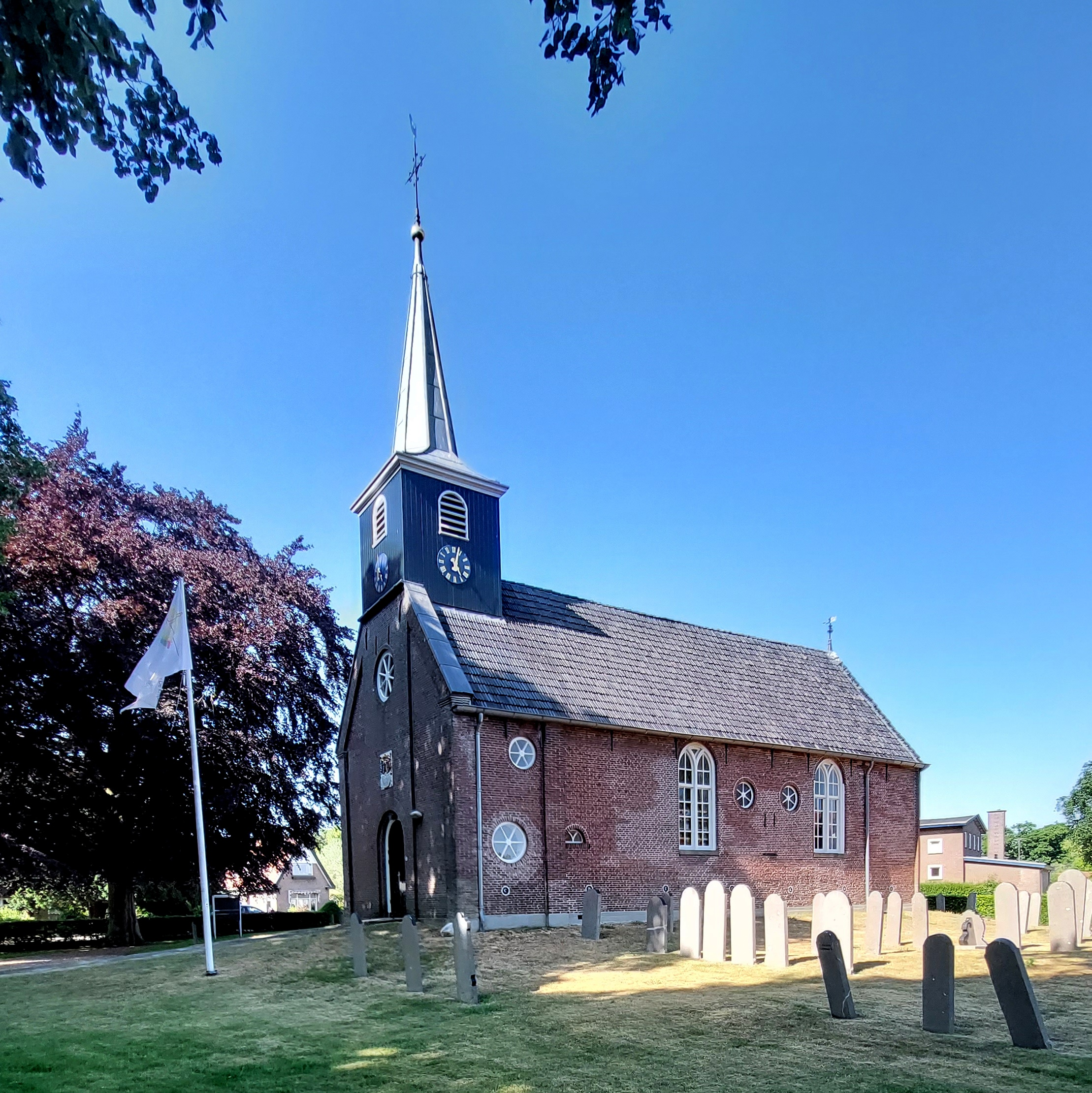
De Aengwirder Tsjerke (kerk van Tjalleberd) die in opdracht van Martinus van Bouricius werd vernieuwd in 1742.

## Huwelijk en kinderen
Van Bouricius trouwde in 1732 te Beetsterzwaag met Romelia Margaretha Lycklama à Nijeholt (1709-1774), dochter van Augustinus Lycklama à Nijeholt en Dido van Andringa. Samen kregen zij twee dochters: 
1. Wiskia van Bouricius (1734-1768), trouwde met Cornelis Martinus van Haersma. Cornelius Martinus was onder meer kapitein der infanterie, secretaris van de Provinciale Rekenkamer, Volmacht ten Landsdage en raad ter Admiraliteit te Amsterdam.
2. Detje Cicilia van Bouricius (1742-1784), ook wel: Dido Cecilia van Bouricius. Zij trouwde met Edo Alma van Idema die evenals zijn schoonvader in 1772 grietman van Aengwirden werd.

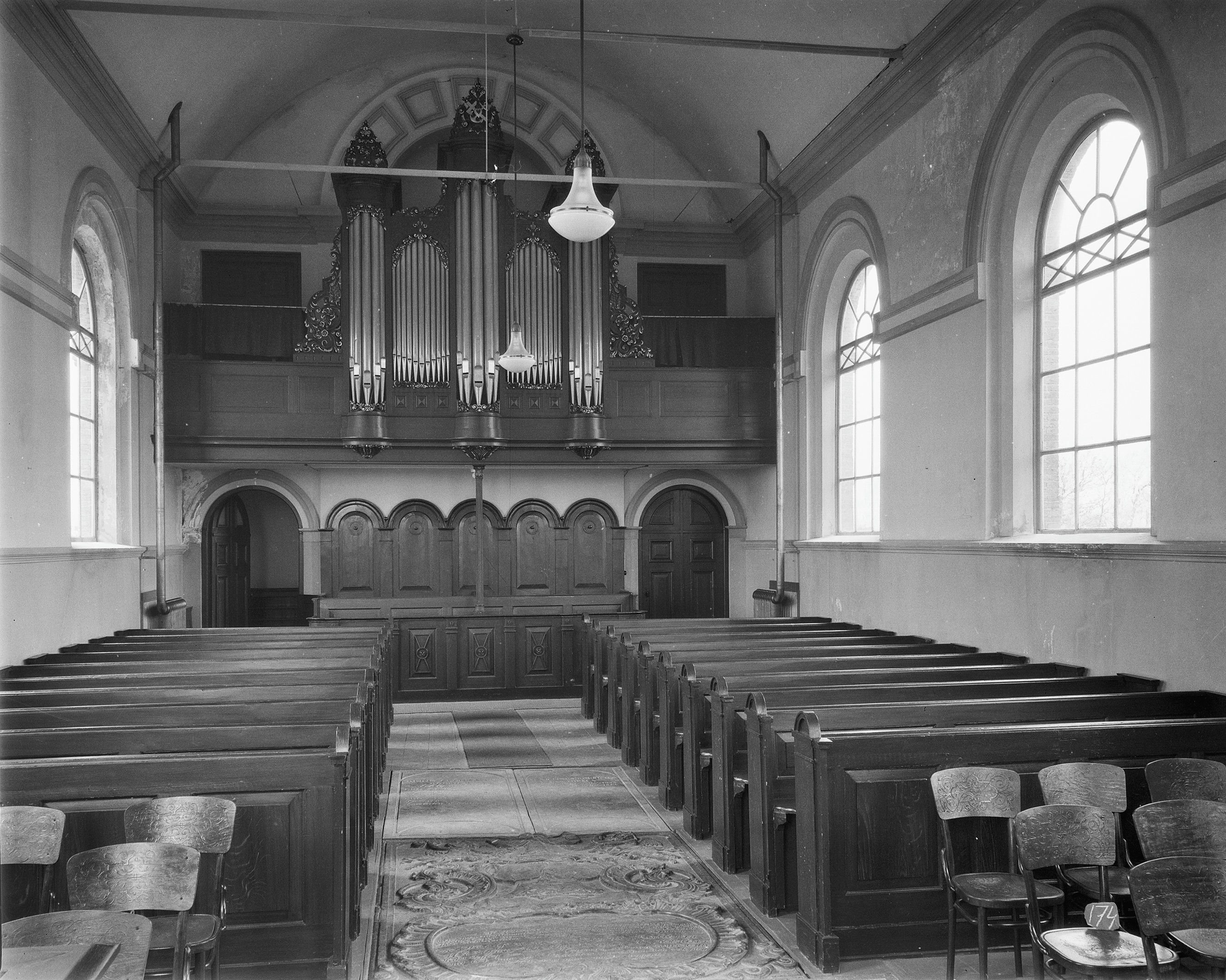
Interieur van de kerk van Terband in 1959 met op de voorgrond de grafzerk voor Martinus van Bouricius en zijn vrouw Romelia Margaretha Lycklama à Nijeholt.